# Generalmajor (Avstro-Ogrska)
Generalmajor (izvirno nemško Generalmajor, madžarsko Vezérőrnagy; kratica GM) je bil najnižji generalski čin v avstro-ogrski kopenski vojski; vojaški zdravniki so imeli enakovredni čin generalnega štabnega zdravnika (General-Stabsartz) in avditorjii čin general-avditorja (General-Auditor). V avstro-ogrski vojni mornarici mu je ustrezal čin kontraadmirala (Konteradmiral). Nadrejen je bil činu polkovnika in podrejen činu podmaršala.
Generalmajor je načeloma poveljeval brigadi.

## Zgodovina
Do prve četrtine je kot najnižji generalski čin obstajal Generalwachtmeister (še pred tem pa Generalfeldwachmeister). Z reformo činovnega sistema je bil Oberstwachtmeister preimenovan v majorja in posledično je nastal čin generalmajorja. 
Čin (oz. vsi trije čini) je spadal v 5. činovni razred (Rangklasse V.), kamor so spadali še naslednji uradniški nazivi: dvorni svetovalec vojaški kancler njegovega veličanstva (Hofrat Militär Kanzlei Seiner Majestät), generalni intendant (Generalintendant), artilerijski generalinženir (Artillerie-Generalingenieur), general-gradbeni inženir (General-Bauingenieur), dvorni svetnik Vojaške veterinarske visoke šole (Hofrat der Militär Tierärztlichen Hochschule), ministrski svetovalec (Ministerialrat) in general-svetovalec za vojno ekonomijo (Kriegswirtschafts-Generalrat).

## Oznaka
Oznaka čina je bila naovratna oznaka, sestavljane iz ene srebrne zvezde, pritrjene na en 33 mm široko zlato vezano podlago.